# Lucas Nervi
Lucas Nervi Schmidt (Santiago, Chile, 31 de agosto de 2001) es un atleta chileno especializado en lanzamiento de disco. Ha ganado varias medallas a nivel regional y obtuvo medalla de oro en los Juegos Panamericanos de 2023.

## Biografía
Realizó sus estudios secundarios en el Colegio del Verbo Divino y estudia ingeniería civil en la Pontificia Universidad Católica de Chile.
A los 13 años comenzó a practicar el lanzamiento de disco gracias a Tulio Moya, quien se convirtió en su entrenador.
Su marca personal es de 63,39 metros, establecida en la capital chilena durante los Juegos Panamericanos de 2023, que le valieron la medalla de oro. Dicha medalla lo convirtió en el primer medallista chileno en lanzamiento de disco en Juegos Panamericanos desde la edición de 1955, así como también en el primer chileno en obtener una medalla de oro en esta disciplina en la historia de este evento deportivo.

## Palmarés
| Año  | Competencia                          | Sede                   | Posición | Evento                         | Notas   |
| ---- | ------------------------------------ | ---------------------- | -------- | ------------------------------ | ------- |
| 2018 | Campeonato Suramericano Sub-18       | Cuenca, Ecuador        | 6.ª      | Lanzamiento de bala (5 kg)     | 15.91 m |
| 2018 | Campeonato Suramericano Sub-18       | Cuenca, Ecuador        | 9.ª      | Lanzamiento de disco (1,5 kg)  | 42.93 m |
| 2019 | Campeonato Panamericano Sub-20       | San José, Costa Rica   | 7.ª      | Lanzamiento de disco (1,75 kg) | 56.49 m |
| 2021 | Campeonato Suramericano              | Guayaquil, Ecuador     | 1.ª      | Lanzamiento de disco           | 63.18 m |
| 2021 | Campeonato Suramericano Sub-23       | Guayaquil, Ecuador     | 1.ª      | Lanzamiento de disco           | 60.87 m |
| 2021 | Juegos Panamericanos Junior          | Cali, Colombia         | 1.ª      | Lanzamiento de disco           | 61.08 m |
| 2022 | Campeonato Iberoamericano            | La Nucía, España       | 1.ª      | Lanzamiento de disco           | 60.58 m |
| 2022 | Campeonato Mundial de Atletismo      | Eugene, Estados Unidos | –        | Lanzamiento de disco           | NM      |
| 2023 | Campeonato Sudamericano de Atletismo | São Paulo, Brasil      | 4.ª      | Lanzamiento de disco           | 59.64 m |
| 2023 | Campeonato Mundial de Atletismo      | Budapest, Hungría      | 32.ª (q) | Lanzamiento de disco           | 58.76 m |
| 2023 | Juegos Panamericanos                 | Santiago, Chile        | 1.ª      | Lanzamiento de disco           | 63.39 m |

## Distinciones individuales
| Distinción                                         | Año  |
| -------------------------------------------------- | ---- |
| Premio Legado Cali 2021 en los Panam Sports Awards | 2023 |